# Torta do Sol

Torta do Sol (chinês tradicional: 太陽餅; pinyin: tàiyáng bĭng)
é uma popular sobremesa taiwanesa da cidade de Taichung em Taiwan. Ela é normalmente embalada de forma elaborada e foi idealizada para ser dada como presente.